# Silas Betton
Silas Betton (* 26. August 1768 in Londonderry, Rockingham County, New Hampshire Colony; † 22. Januar 1822 in Salem, New Hampshire) war ein US-amerikanischer Politiker. Zwischen 1803 und 1807 vertrat er den Bundesstaat New Hampshire im US-Repräsentantenhaus.

## Werdegang
Silas Betton genoss eine private Schulausbildung. Danach besuchte er bis 1787 das Dartmouth College in Hanover. Nach einem anschließenden Jurastudium und seiner Zulassung als Rechtsanwalt begann er ab 1790 in Salem in seinem neuen Beruf zu arbeiten.
Politisch war Betton Mitglied der Föderalistischen Partei. Zwischen 1797 und 1799 war er Abgeordneter im Repräsentantenhaus von New Hampshire; von 1801 bis 1803 gehörte er dem Staatssenat an. Bei den Kongresswahlen des Jahres 1802, die staatsweit abgehalten wurden, wurde Betton als Kandidat seiner Partei für das erste Abgeordnetenmandat von New Hampshire in das US-Repräsentantenhaus in Washington, D.C. gewählt. Dort trat er am 4. März 1803 die Nachfolge von George B. Upham an. Nach einer Wiederwahl im Jahr 1804 konnte Betton bis zum 3. März 1807 zwei Legislaturperioden im Kongress absolvieren.
Zwischen 1810 und 1811 saß er erneut im Repräsentantenhaus seines Staates. Danach war er von 1813 bis 1818 als Sheriff Polizeichef im Rockingham County. Silas Betton starb am 22. Januar 1822 in Salem und wurde dort auch beigesetzt.